# Liometoxenus jacobsoni
Liometoxenus jacobsoni är en skalbaggsart som beskrevs av Kistner, Jensen in Kistner, Jensen och Jacobson 2002. Liometoxenus jacobsoni ingår i släktet Liometoxenus och familjen kortvingar. Inga underarter finns listade i Catalogue of Life.